# ライオネル・ジェフリーズ
ライオネル・ジェフリーズ（Lionel Charles Jeffries、1926年6月10日 - 2010年2月19日）は、イングランドの俳優、映画監督、脚本家。
ロンドン・ルイシャム区フォレストヒル出身。第二次世界大戦中にビルマ（現・ミャンマー）で従軍。戦後、王立演劇学校に学んだ後、1950年に俳優デビュー。俳優の一方で映画監督・脚本家としても活動、『若草の祈り』など数本の映画を手がけた。2001年に引退。
2010年2月19日死去、83歳。

## 主な作品

### 出演
- 舞台恐怖症 Stage Fright (1950) クレジットなし
- コルディッツ物語 The Colditz Story (1955)
- 原子人間 The Quatermass Xperiment (1955)
- ボワニー分岐点 Bhowani Junction (1956)
- 炎の人ゴッホ Lust for Life (1956)
- フランケンシュタインの復讐 The Revenge of Frankenstein (1958)
- 私に殺された男 Orders to Kill (1958)
- 沈没騒動 Further Up the Creek (1958)
- 尼僧物語 The Nun's Story (1959)
- 愛のショー・ビジネス  Bobbikins (1959)
- 泥棒株式会社 Two-Way Stretch (1960)
- ターザン大いに怒る Tarzan the Magnificent (1960)
- ファニー Fanny (1961)
- ならず者一家 The Hellions (1961)
- 悪名高き女 The Notorious Landlady (1962)
- 新・泥棒株式会社 The Wrong Arm of the Law (1963)
- 腰抜けアフリカ博士 Call Me Bwana (1963)
- 長い船団 The Long Ships (1964)
- H.G.ウェルズのS.F.月世界探険 First Men in the Moon (1964)
- ミス・マープル/船上の殺人 Murder Ahoy! (1964)
- 渚の青春 The Truth About Spring (1965)
- ブルドッグ作戦 The Spy with a Cold Nose (1966)
- 結婚詐欺 Drop Dead Darling / Arrivederci, Baby! (1966)
- ああ月旅行 Jules Verne's Rocket to the Moon (1967)
- キャメロット Camelot (1967)
- チキ・チキ・バン・バン Chitty Chitty Bang Bang (1968)
- おませなツインキー Twinky (1969)
- 小さな目撃者 Eyewitness (1970)
- 誰がルーおばさんを殺したか? Whoever Slew Auntie Roo? (1971)
- ローヤル・フラッシュ Royal Flash (1975)
- ゼンダ城の虜 The Prisoner of Zenda (1979)
- コーヒーにはクリームを Cream in My Coffee (1980) テレビ映画
- コート・ダ・ジュール・ドリーム Better Late Than Never (1983)
- ロアルド・ダールのダニー/ぼくらは世界一の名コンビ! Danny, the Champion of the World (1989) テレビ映画
- 浮気なシナリオ A Chorus of Disapproval (1989)
- 最北への夢/65歳の旅立ち  First and Last (1989) テレビ映画
- ファントム/ジキルとハイド Jekyll & Hyde (1990) テレビ映画
- 主任警部モース Inspector Morse (1990) テレビドラマ
- カンタベリー物語 The Canterbury Tales (2000) テレビドラマ
- 機甲戦虫紀LEXX Lexx (2001) テレビドラマ

### 出演以外
- 若草の祈り The Railway Children (1970) 監督・脚本
- バクスター! Baxter! (1973) 監督